# Escales

Escales este o comună în departamentul Aude din sudul Franței. În 1 ianuarie 2022 avea o populație de 497 de locuitori.